# MJAFT!
MJAFT! («Мйафт», укр. Досить!) — недержавна організація у Албанії, діяльність якої спрямована на підвищення обізнаності людей щодо багатьох політичних і соціальних проблем, що стоять перед Албанією. Рух започаткований 15 березня 2003 року.
Рух «Mjaft!» народився із чотиримісячної інформаційно-пропагандистської кампанії, яка підняла ключові питання щодо відставання у зростанні соціально-політичного та економічного життя в Албанії. «Mjaft!» метою ставить розбудову громадянського суспільства, утворення сильних громад, утворення якісних кадрів для керівництва країною, що сприятиме позитивному іміджу Албанії у світі.

## Галерея

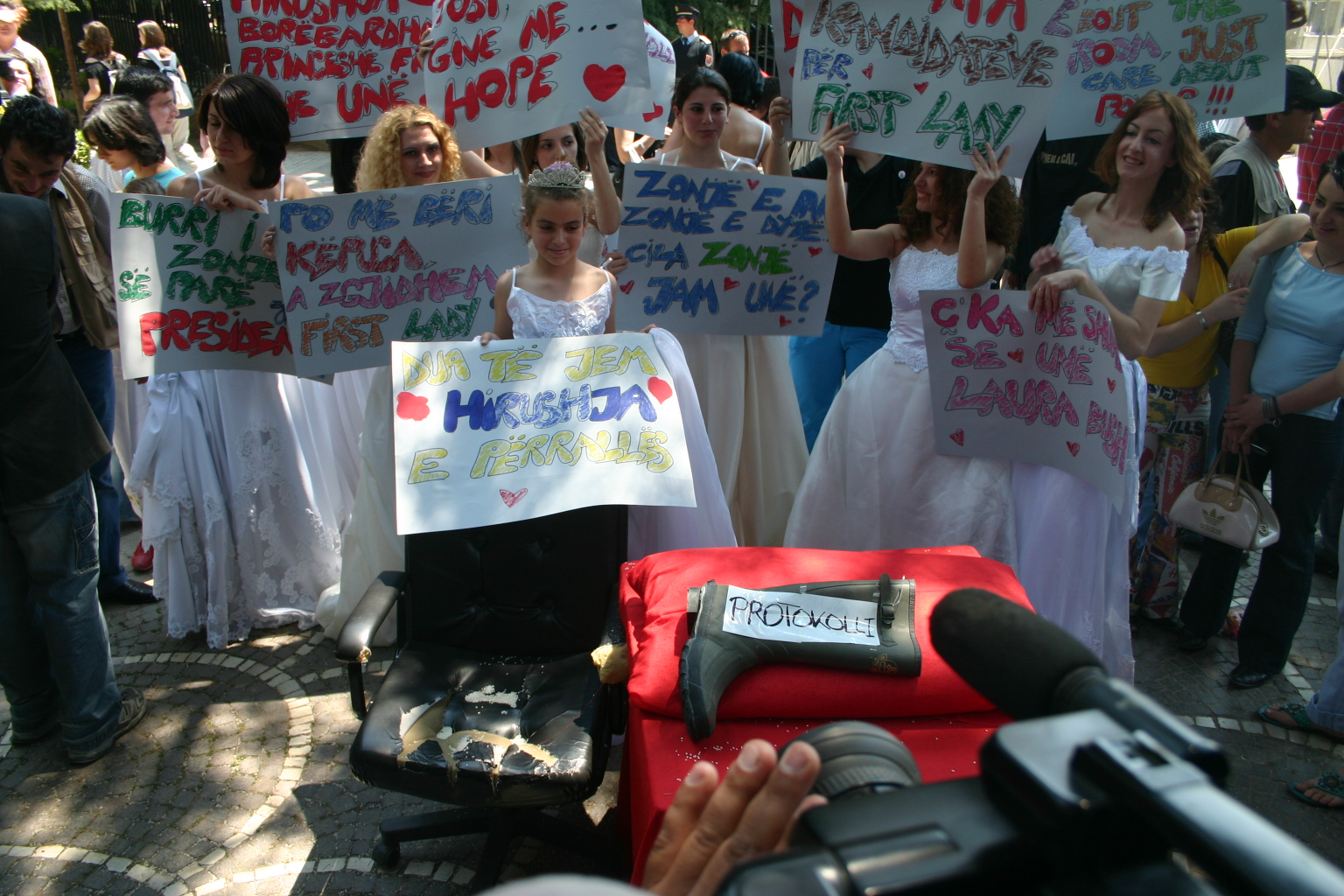
Протест проти зміни держпротоколу тодішнім прем'єр-міністром Фатосом Нано, серпень 2004
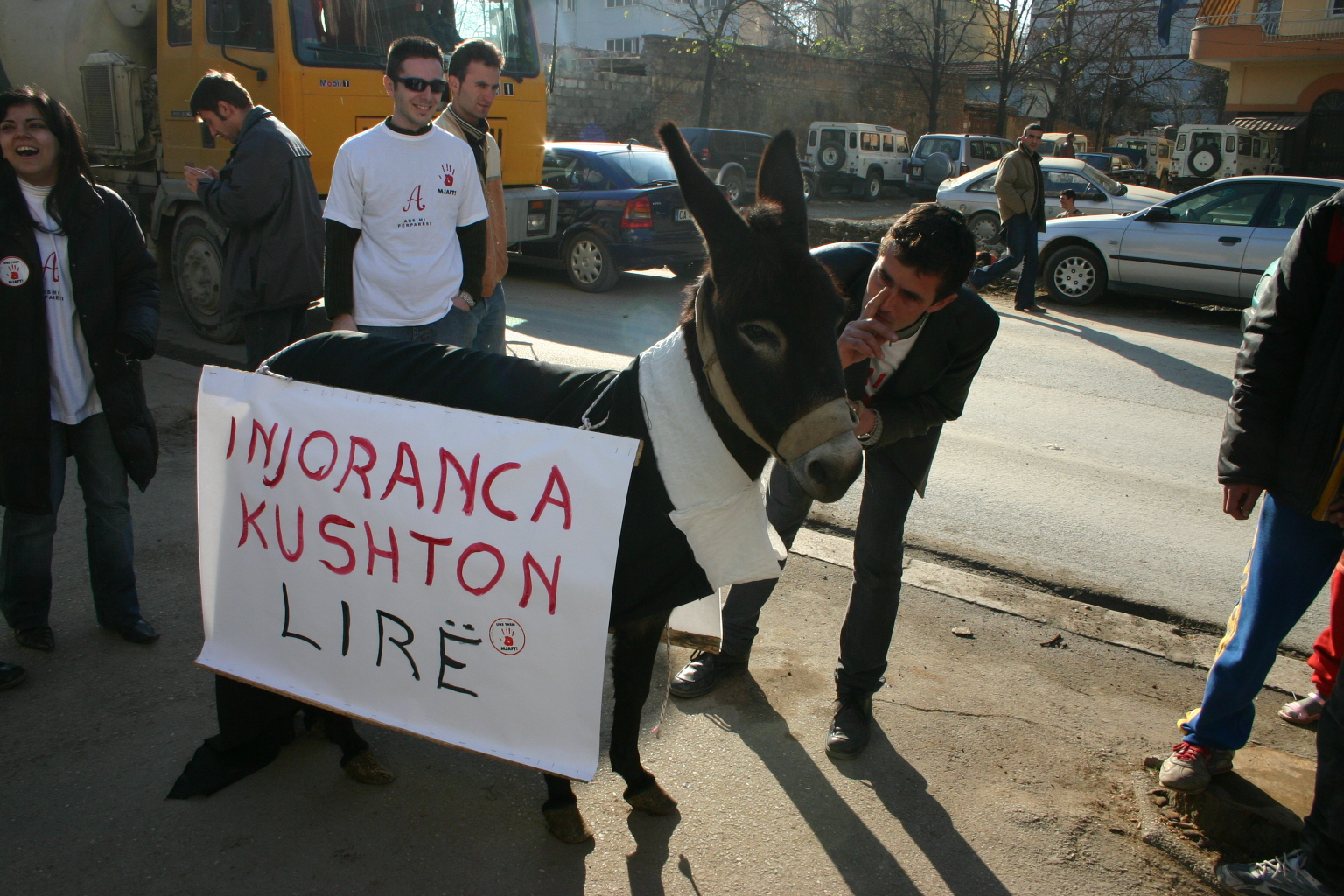
Протест за збільшення бюджету на освіту, серпень 2004
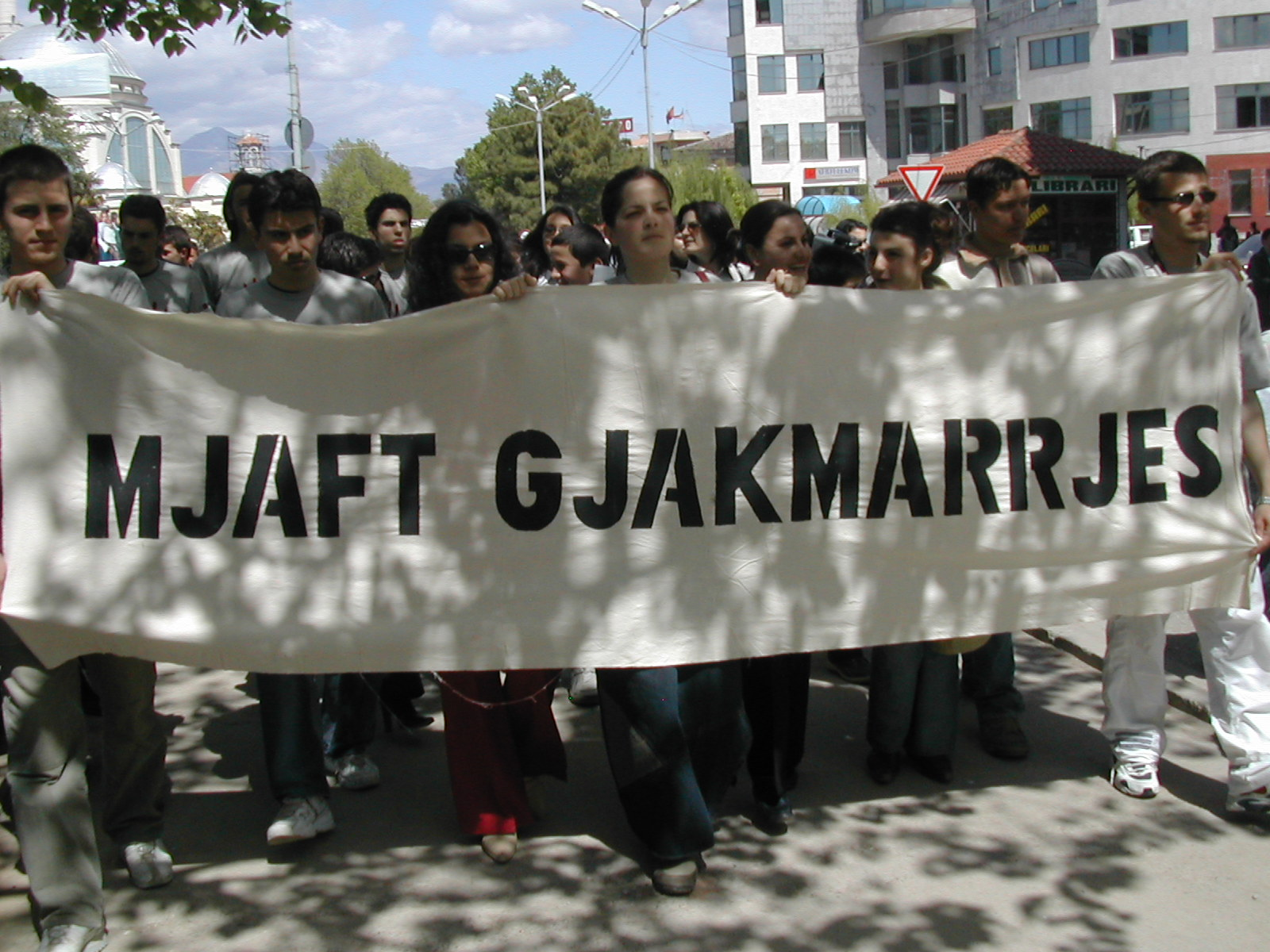
Протест у Шкодері проти кровної ворожнечі
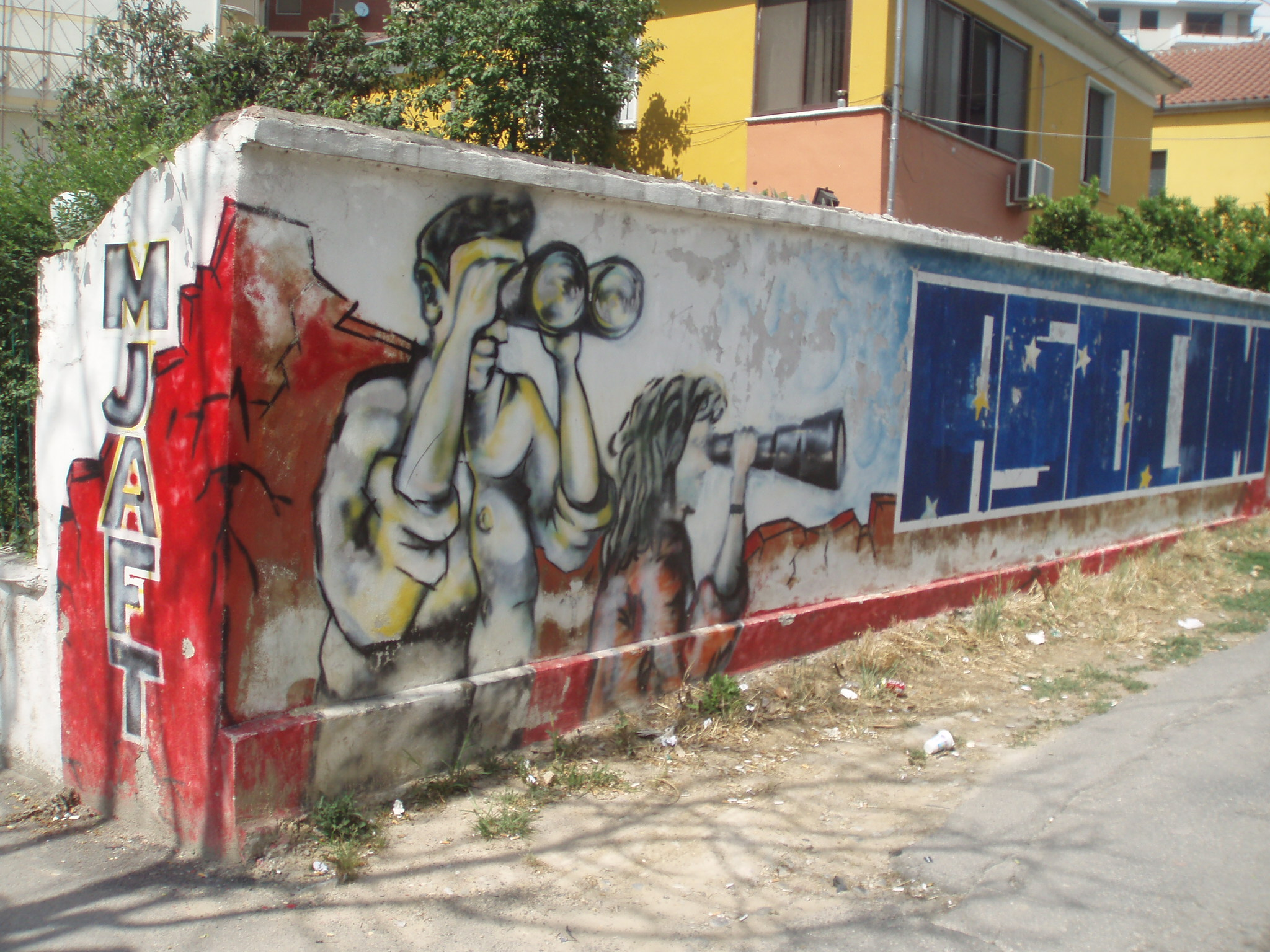
Офіс руху в Тирані